# Nelly Ciobanu
Nelly Ciobanu (Cania, 28 ottobre 1974) è una cantante moldava.
Durante la sua carriera, iniziata nel 1993, ha partecipato a numerosi concorsi internazionali.
Nel 2005 si è aggiudicata la seconda posizione nelle selezioni nazionali per la partecipazione all'Eurovision Song Contest, mentre nel 2009 riesce a centrare l'obiettivo di rappresentare la Moldavia alla stessa manifestazione con la canzone Hora Din Moldova (Ballo di Moldavia), che si aggiudica la 14ª posizione del concorso canoro.